# California Games II
California Games II is een computerspel dat werd ontwikkeld en uitgegeven door Epix. Het spel kwam in 1990 uit voor DOS. Later volgde ook andere platforms, zoals de Sega Master System (1993). Dit spel is het vervolg op het populaire California Games dat in 1988 werd uitgebracht. Bij dit spel kan de speler handgliden, jetskiën, snowboarden, bodyboarden en skateboarden.

## Platforms
| Jaar | Platform              |
| ---- | --------------------- |
| 1990 | DOS                   |
| 1992 | Amiga, Atari ST, SNES |
| 1993 | SEGA Master System    |

## Ontvangst
| Beoordeeld door             | Platform           | Datum           | Score |
| --------------------------- | ------------------ | --------------- | ----- |
| Amiga Action                | Amiga              | augustus 1992   | 69%   |
| Amiga Joker                 | Amiga              | oktober 1992    | 68%   |
| Amiga Format                | Amiga              | september 1992  | 64%   |
| Power Play                  | DOS                | juli 1991       | 62%   |
| Amiga Power                 | Amiga              | oktober 1992    | 52%   |
| CU Amiga                    | Amiga              | september 1992  | 41%   |
| Power Play                  | SNES               | maart 1993      | 40%   |
| The DOS Spirit              | DOS                | 4 december 2006 | 33%   |
| Nintendo Magazine System UK | SNES               | april 1993      | 20%   |
| Joypad                      | SEGA Master System | november 1993   | 16%   |